# Can Solà del Pla
Can Solà del Pla és una masia de Matadepera (Vallès Occidental) protegida com a Bé Cultural d'Interès Local.

## Descripció
Masia situada a la urbanització de Can Solà del Pla, en una gran parcel·la i envoltada d'una zona enjardinada. Originàriament tenia l'estructura tradicional de masies d'aquesta zona: planta quadrada, planta baixa, pis i coberta de teula àrab de dos aiguavessos. A més, al seu voltant s'aixecaven algunes construccions annexes de petites dimensions i d'una sola planta destinades a usos agrícoles.
El seu aspecte original ha variat notablement degut a les diverses transformacions que ha sofert al llarg de la història per adaptar-se a nous usos. La planta original s'ha vist alterada després de l'annexió de nombrosos porxos al voltant de tota la masia. La façana principal està precedida per un porxo tancat de construcció contemporània que ocupa bona part de la superfície; està sostingut per pilars de pedra vista i cobert per una teulada d'un sol aiguavés de teula àrab. La façana principal encara conserva un rellotge de sol de ceràmica.
El parament de la masia és arrebossat i pintat, i en algunes zones es poden observar les grans pedres de les parets de càrrega.

## Història
Els seus orígens es remunten al segle XIV. Alguns autors consideren que aquesta masia era denominada Mas Pla, documentada a l'Speculo del Monestir de Sant Llorenç del Munt: “Acte en el qual fra Pere... abat de Sant Llorenç del Munt, de consell del seu convent, dedueix i relleva Bn Garriga de l'agrer de tasca i delme a què és obligat l'honor que té en la parròquia de Sant Joan de Matadepera, en el lloc dit Asclaperol [...]. Termena a sol ixent l'aragall. A migjorn, amb la Coma de Mur i part amb la tinença del Mas de Torra. A ponent amb l'honor del mas del Plano i par amb la tinença del mas Tirador [...]. Núm 47”.